# Coppa Nexus
La Coppa Nexus è il trofeo assegnato ai primi due club classificati del campionato italiano di calcio di Serie B e al club vincitore dei play-off.
La coppa è assegnata a partire dalla stagione 2021-2022.

## Descrizione

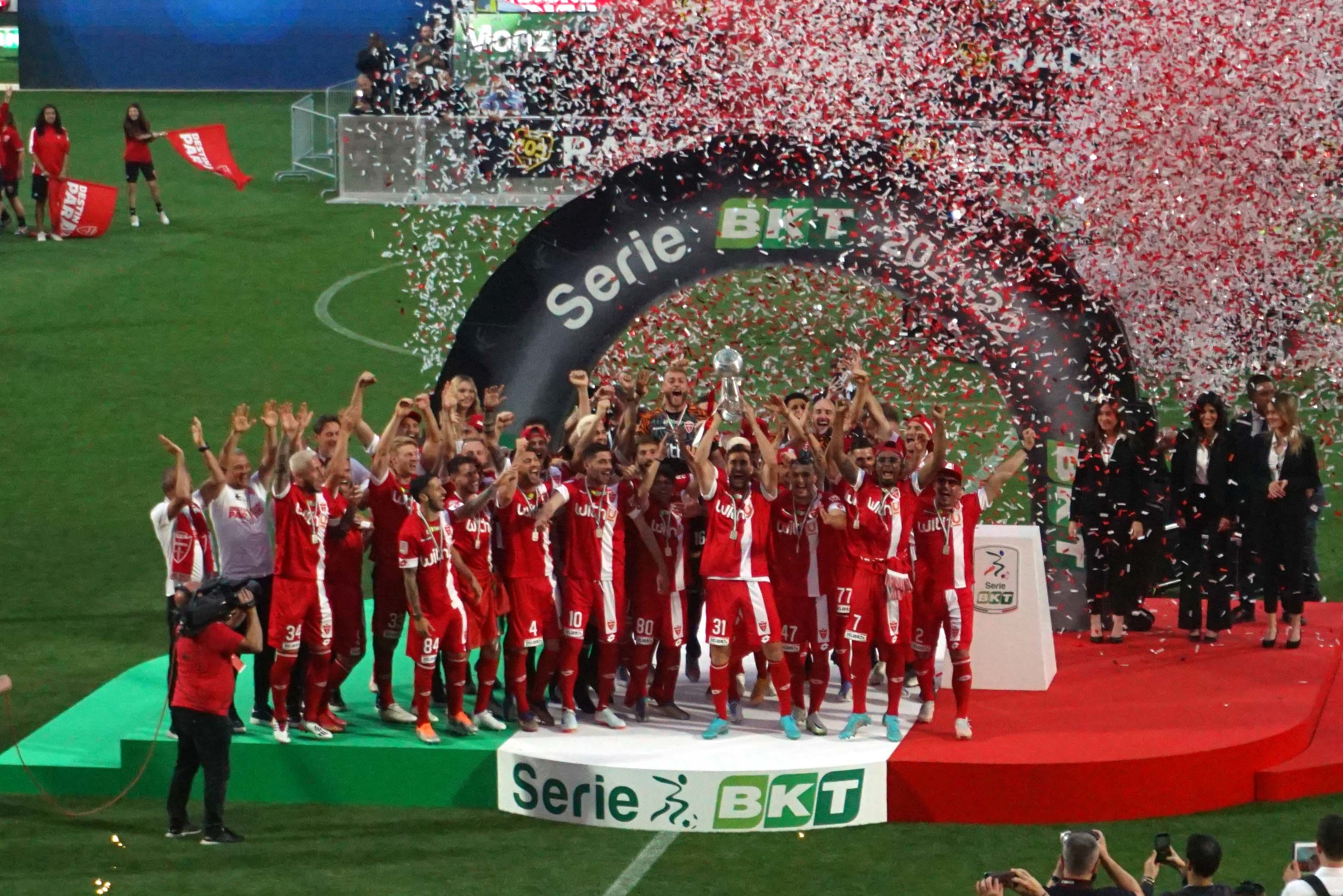
I giocatori del Monza alzano la Coppa Nexus dopo aver vinto i play-off di Serie B 2021-2022

Il trofeo, realizzato in alluminio 7075, sostituisce la vecchia Coppa Ali della Vittoria assegnata fino alla stagione 2018-2019 esclusivamente alla vincitrice del campionato di Serie B e, per la sola stagione 2019-2020, a tutti e tre i club promossi. La Coppa Nexus, che trae il suo nome da un vocabolo della lingua latina, è stata consegnata per la prima volta nella stagione 2021-2022 a Lecce, Cremonese e Monza, rispettivamente prima e seconda classificata, e vincitrice dei play-off, del campionato di Serie B.
Per il campionato 2022-2023, il disegno del trofeo viene aggiornato con l'aggiunta del tricolore italiano, mentre alla seconda classificata e alla vincitrice dei play-off vengono assegnate due coppe di formato inferiore.

## Albo d'oro
| Stagione  | Vincitore | Premiata in quanto      | Allenatore        | Capitano           |
| --------- | --------- | ----------------------- | ----------------- | ------------------ |
| 2021-2022 | Lecce     | Prima classificata      | Marco Baroni      | Fabio Lucioni      |
| 2021-2022 | Cremonese | Seconda classificata    | Fabio Pecchia     | Matteo Bianchetti  |
| 2021-2022 | Monza     | Vincitrice dei play-off | Giovanni Stroppa  | Mario Sampirisi    |
| 2022-2023 | Frosinone | Prima classificata      | Fabio Grosso      | Fabio Lucioni      |
| 2022-2023 | Genoa     | Seconda classificata    | Alberto Gilardino | Stefano Sturaro    |
| 2022-2023 | Cagliari  | Vincitrice dei play-off | Claudio Ranieri   | Leonardo Pavoletti |
| 2023-2024 | Parma     | Prima classificata      | Fabio Pecchia     | Enrico Delprato    |
| 2023-2024 | Como      | Seconda classificata    | Osian Roberts     | Alessandro Bellemo |
| 2023-2024 | Venezia   | Vincitrice dei play-off | Paolo Vanoli      | Marco Modolo       |
| 2024-2025 | Sassuolo  | Prima classificata      | Fabio Grosso      | Domenico Berardi   |
| 2024-2025 | Pisa      | Seconda classificata    | Filippo Inzaghi   | Antonio Caracciolo |
| 2024-2025 | Cremonese | Vincitrice dei play-off | Giovanni Stroppa  | Matteo Bianchetti  |

### Vittorie per regione
| Regione        | Vittorie | Stagioni                            |
| -------------- | -------- | ----------------------------------- |
| Lombardia      | 4        | 2021-2022 (2), 2023-2024, 2024-2025 |
| Emilia-Romagna | 2        | 2023-2024, 2024-2025                |
| Puglia         | 1        | 2021-2022                           |
| Liguria        | 1        | 2022-2023                           |
| Lazio          | 1        | 2022-2023                           |
| Sardegna       | 1        | 2022-2023                           |
| Veneto         | 1        | 2023-2024                           |
| Toscana        | 1        | 2024-2025                           |